# Woughton
Woughton est une paroisse civile du Buckinghamshire, en Angleterre.